# Edward Szostak (harcerz)
Edward Szostak (ur. 7 października 1931 w Częstochowie, zm. 17 marca 2019 tamże) – polski harcerz, żołnierz podziemia antykomunistycznego, działacz harcerski i kombatancki, pisarz.

## Życiorys
Urodzony 7 października 1931 r. w Częstochowie. Od 1945 r. działał w 9. Częstochowskiej Drużynie Harcerskiej im. Jana Kilińskiego, a następnie włączył się w działalność podziemnych organizacji wojskowych w stopniu porucznika. W procesie Oddziału AK Indian został w 1950 r. skazany na 12 lat pozbawienia wolności. Zwolniony przedterminowo w 1957 r. na skutek amnestii.
Po wyjściu na wolność wrócił do działalności w Związku Harcerstwa Polskiego, organizując kolejne drużyny i pełniąc m.in. funkcję zastępcy komendanta częstochowskiego hufca ZHP. Autor lub współautor książek poświęconych harcerstwu W kręgu historii i harcerskich tradycji, Harcerstwo polskie u stóp Jasnogórskiej Pani 1920-1977 oraz Z dziejów ruchu harcerskiego w Częstochowie. Należał do Związku Więźniów Politycznych, Światowego Związku Żołnierzy Armii Krajowej, Stowarzyszenia Szarych Szeregów.
Zmarł 17 marca 2019 r. i został pochowany na cmentarzu św. Rocha w Częstochowie.

## Odznaczenia i wyróżnienia
- Złoty Krzyż Zasługi[1]
- Krzyż Niezłomnych[1]
- Złoty Medal Opiekuna Miejsc Pamięci Narodowej[1]
- Odznaka Honorowa dla Rozwoju Województwa Częstochowskiego[1]
- Złoty Medal Stowarzyszenia Osób Poszkodowanych przez III Rzeszę[1]
- wyróżnienie prezydenta Częstochowy „Tym, co służą Miastu i Ojczyźnie”[1]